# Стефан Сімонссон
Стефан Сімонссон (швед. Stefan Simonsson; нар. 5 січня 1960) — колишній шведський тенісист.
Найвищу одиночну позицію світового рейтингу — 48 місце досяг 23 травня 1983, парну — 88 місце — 2 січня 1984 року.
Здобув 2 парні титули.
Найвищим досягненням на турнірах Великого шолома було 4 коло в одиночному розряді.

## Фінали Гран-прі за кар'єру

### Одиночний розряд: 1 (1 поразка)
| Результат | W/L | Дата | Турнір            | Покриття | Суперник         | Рахунок       |
| --------- | --- | ---- | ----------------- | -------- | ---------------- | ------------- |
| Поразка   | 0–1 | 1982 | Флоренція, Італія | Ґрунт    | Вітас Ґерулайтіс | 6–4, 3–6, 1–6 |

### Парний розряд: 3 (2–1)
| Результат | W/L | Дата | Турнір                | Покриття | Партнер          | Суперники                       | Рахунок       |
| --------- | --- | ---- | --------------------- | -------- | ---------------- | ------------------------------- | ------------- |
| Перемога  | 1–0 | 1983 | Бордо, Франція        | Ґрунт    | Магнус Тідеман   | Франсіско Юніс Хуан Карлос Юніс | 6–4, 6–2      |
| Поразка   | 1–1 | 1983 | Феррара, Італія       | Килим    | Станіслав Бірнер | Бернард Міттон Балч Волтс       | 6–7, 6–0, 3–6 |
| Перемога  | 2–1 | 1985 | Гілверсум, Нідерланди | Ґрунт    | Ганс Сімонссон   | Карл Лімбергер Марк Вудфорд     | 6–3, 6–4      |

## Юніорські фінали турнірів Великого шолома

### Одиночний розряд: 1 (0–1)
| Результат | Рік  | Турнір                                | Покриття | Суперник     | Рахунок       |
| --------- | ---- | ------------------------------------- | -------- | ------------ | ------------- |
| Поразка   | 1978 | Відкритий чемпіонат США з тенісу 1978 | Тверде   | Пер Єртквіст | 6–7, 6–1, 6–7 |

## Титули на челленджерах

### Одиночний розряд: (1)
| Ранг | Дата     | Турнір                     | Покриття | Суперник   | Рахунок       |
| ---- | -------- | -------------------------- | -------- | ---------- | ------------- |
| 1.   | Сер 1981 | Ле-Туке-Парі-Плаж, Франція | Ґрунт    | Жорж Говен | 6–2, 6–1, 7–5 |

### Парний розряд: (1)
| Ранг | Дата     | Турнір           | Покриття | Партнер      | Суперники                  | Рахунок  |
| ---- | -------- | ---------------- | -------- | ------------ | -------------------------- | -------- |
| 1.   | Сер 1981 | Ле-Туке, Франція | Ґрунт    | Андерс Яррід | Мірослав Лацек Лібор Пімек | 7–5, 7–5 |